# Saverne
Saverne är en kommun i departementet Bas-Rhin i regionen Grand Est (tidigare regionen Alsace) i nordöstra Frankrike. Kommunen ligger i kantonen Saverne som tillhör arrondissementet Saverne. År 2022 hade Saverne 11 323 invånare.
Staden har anor från tiden för romarriket och en av stadens mer bemärkta byggnader är slottet Rohan, rekonstruerat 1780-1790 efter att den ursprungliga byggnaden från 1610 brunnit ner år 1779, tidigare residens för biskoparna av Strasbourg.

## Befolkningsutveckling
Antalet invånare i kommunen Saverne
| Referens: INSEE |

Saverne
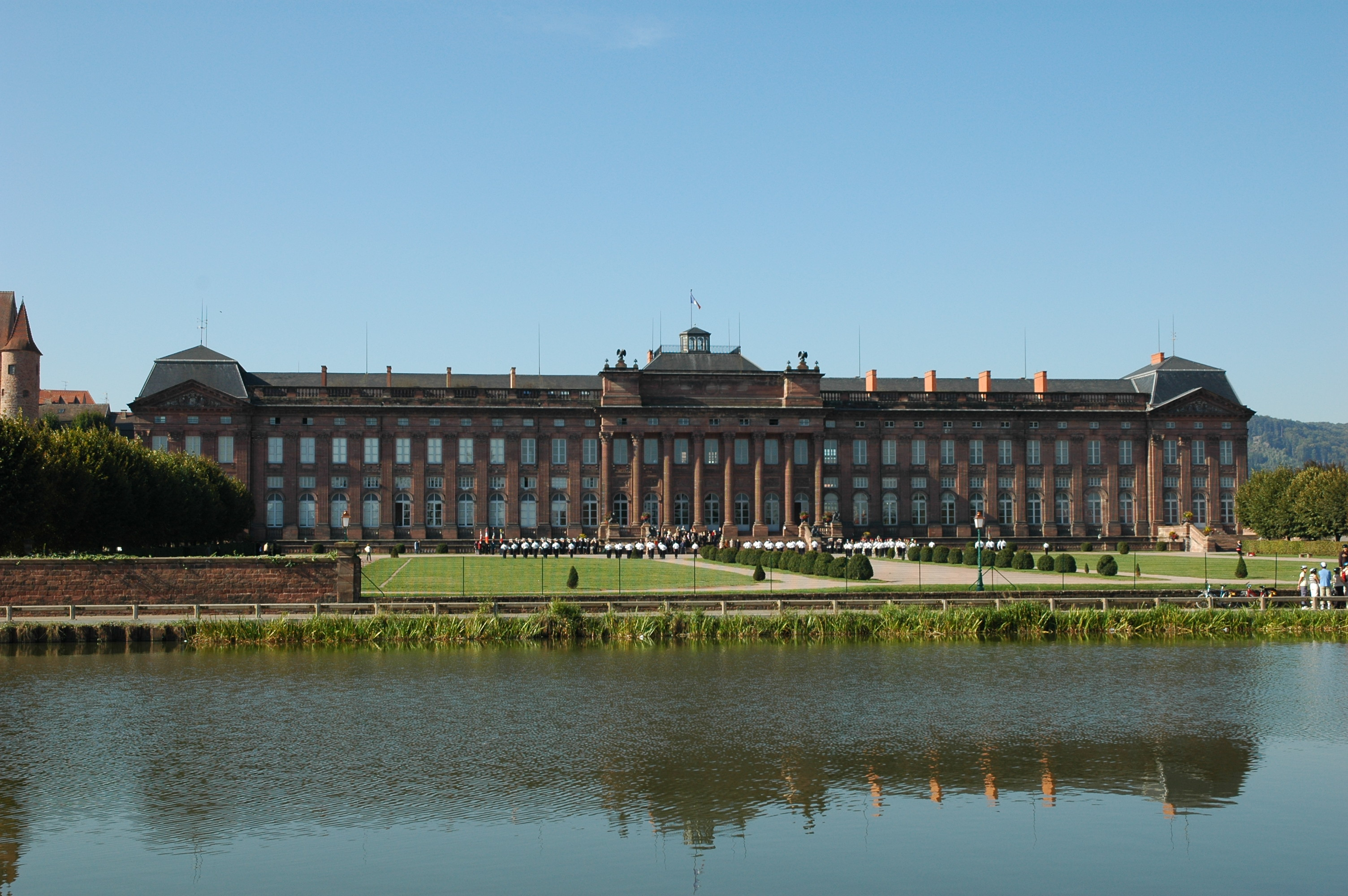
Slottet Rohan
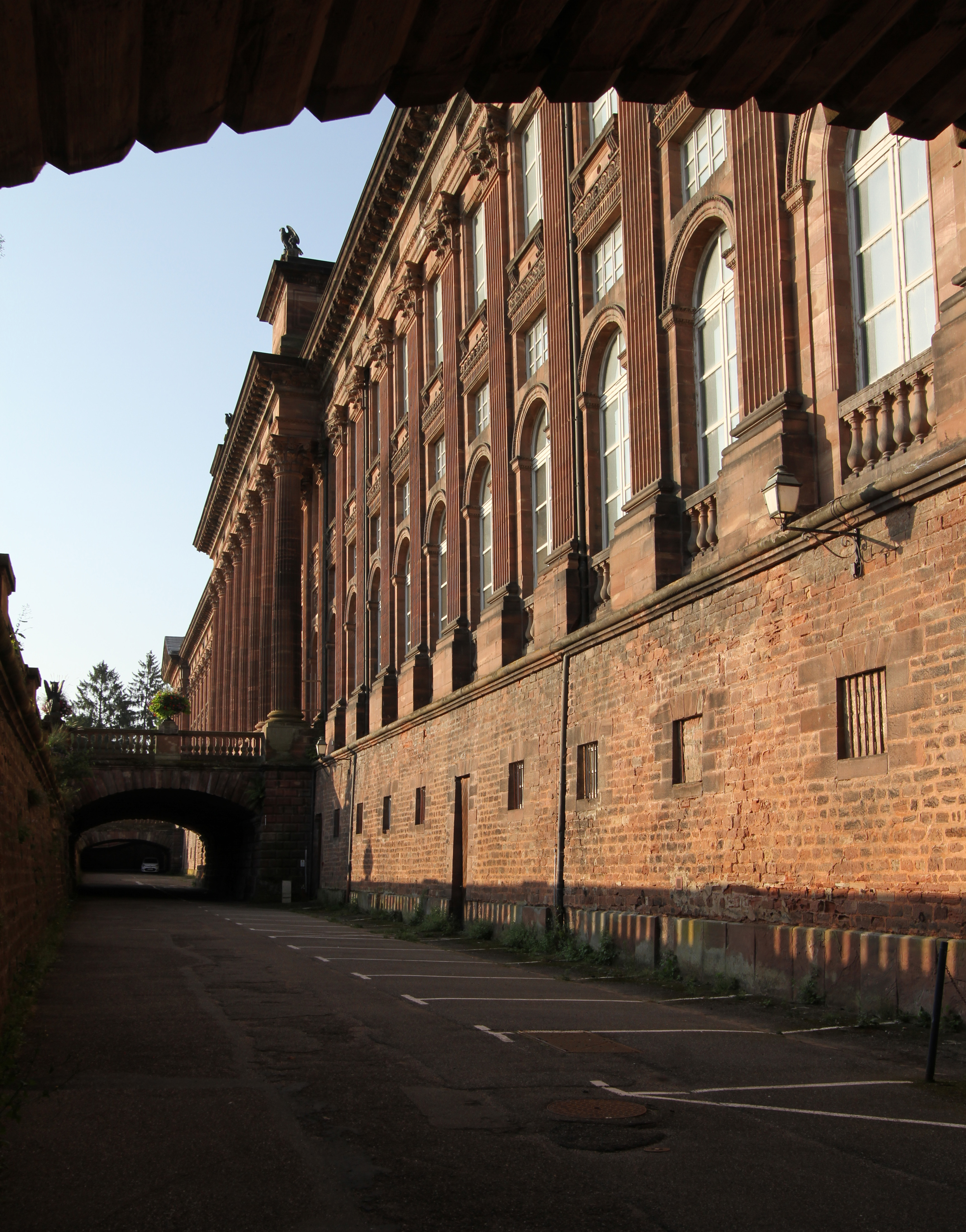
Slottet Rohan
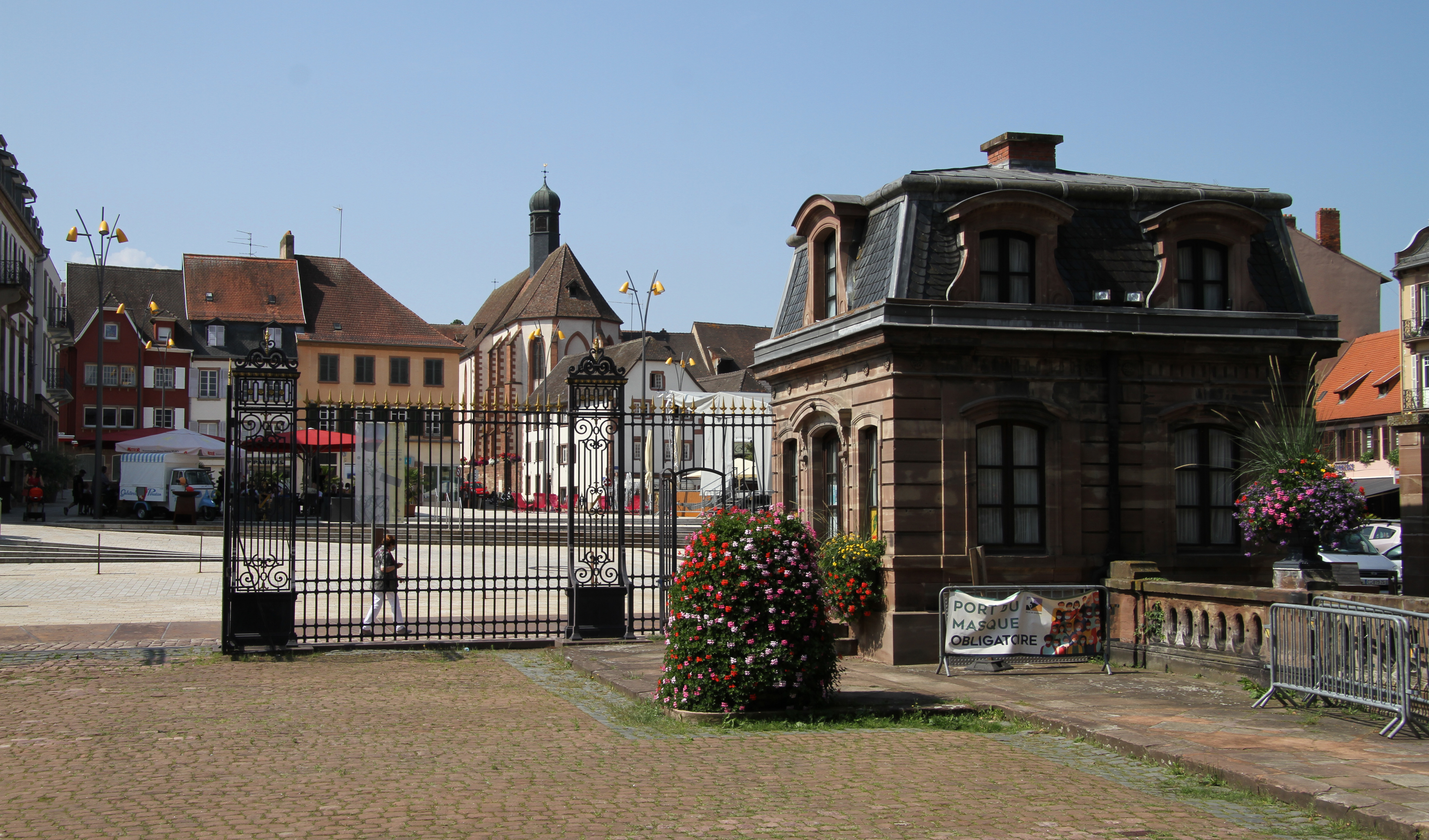
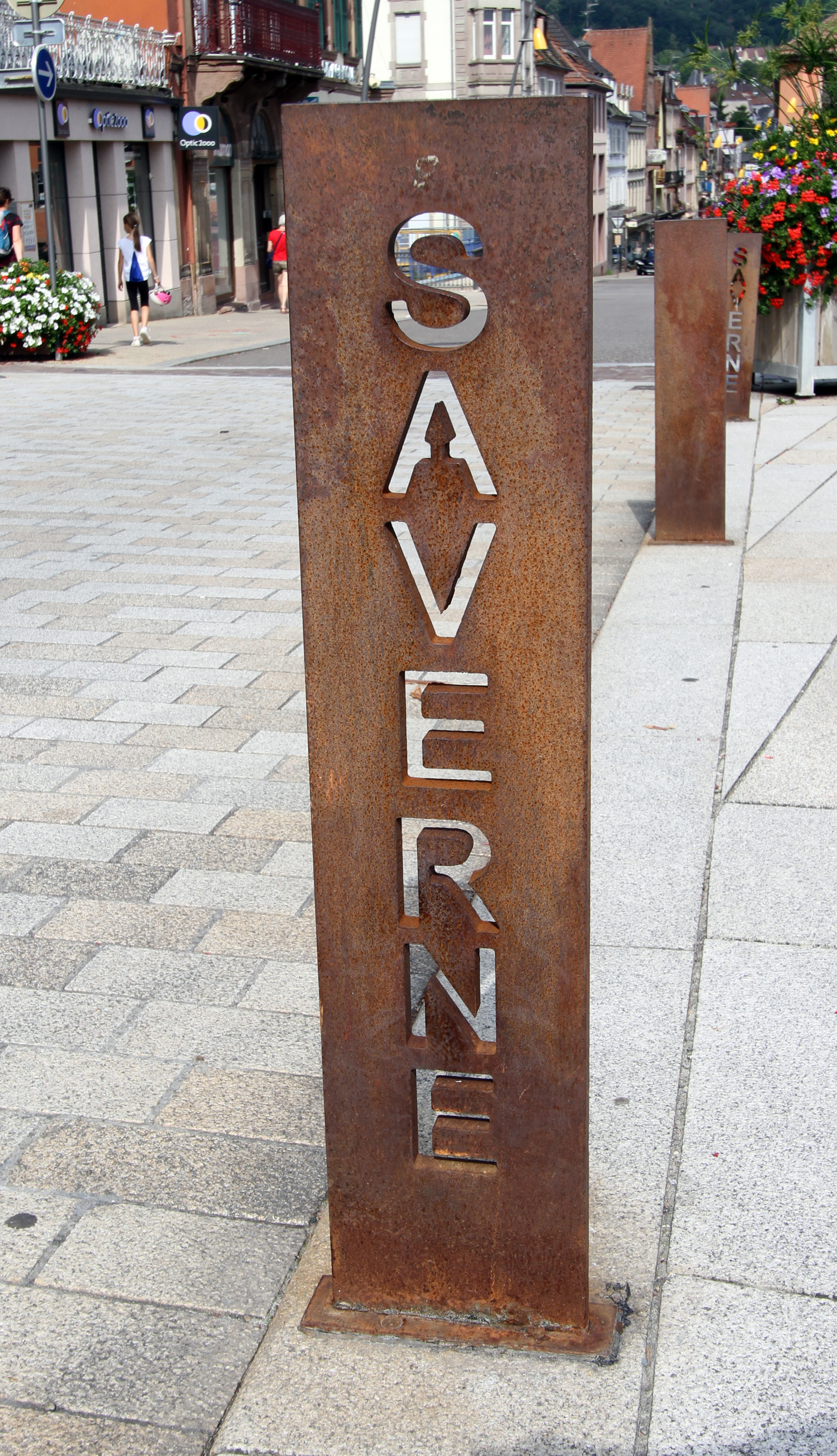
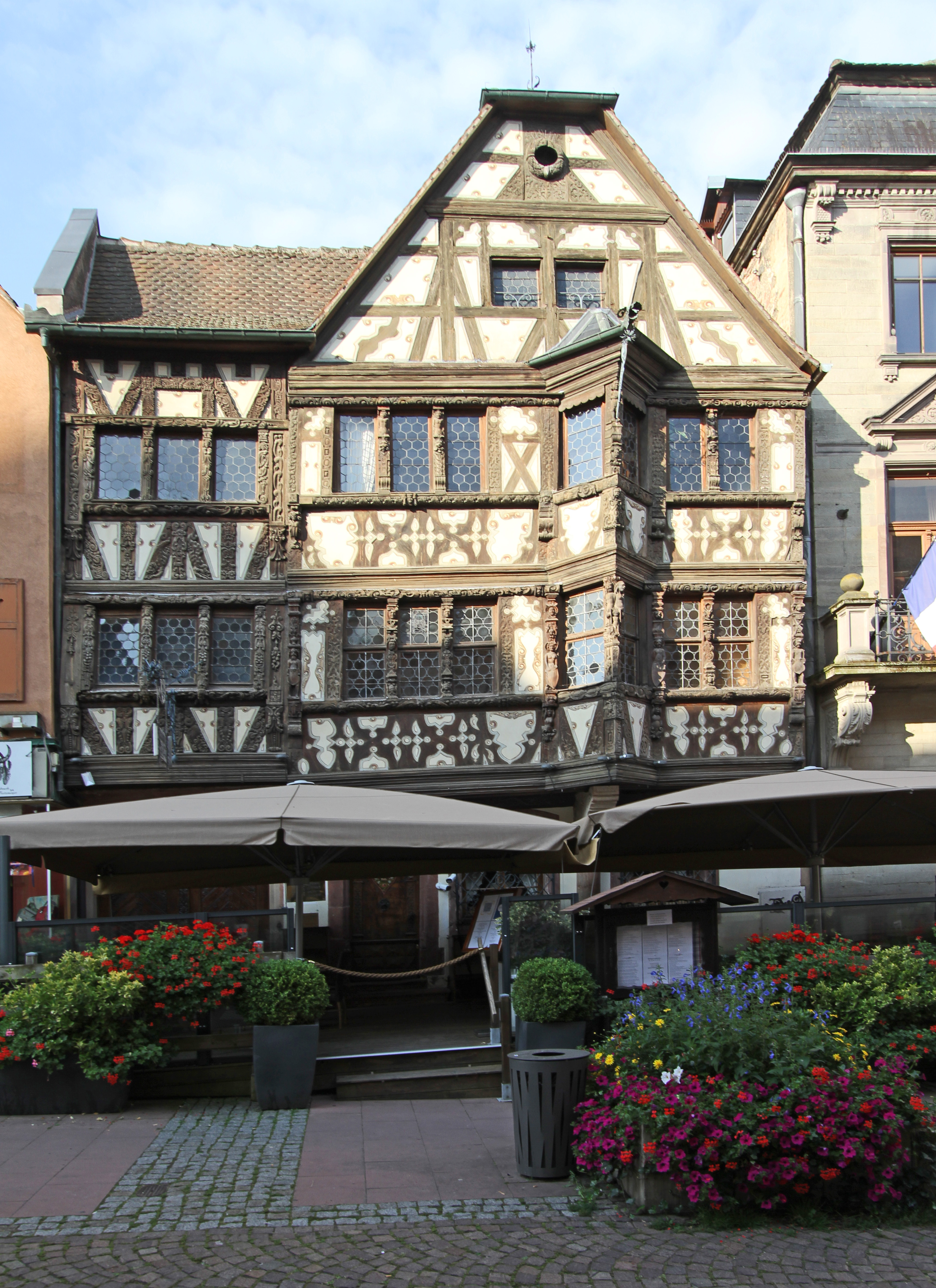
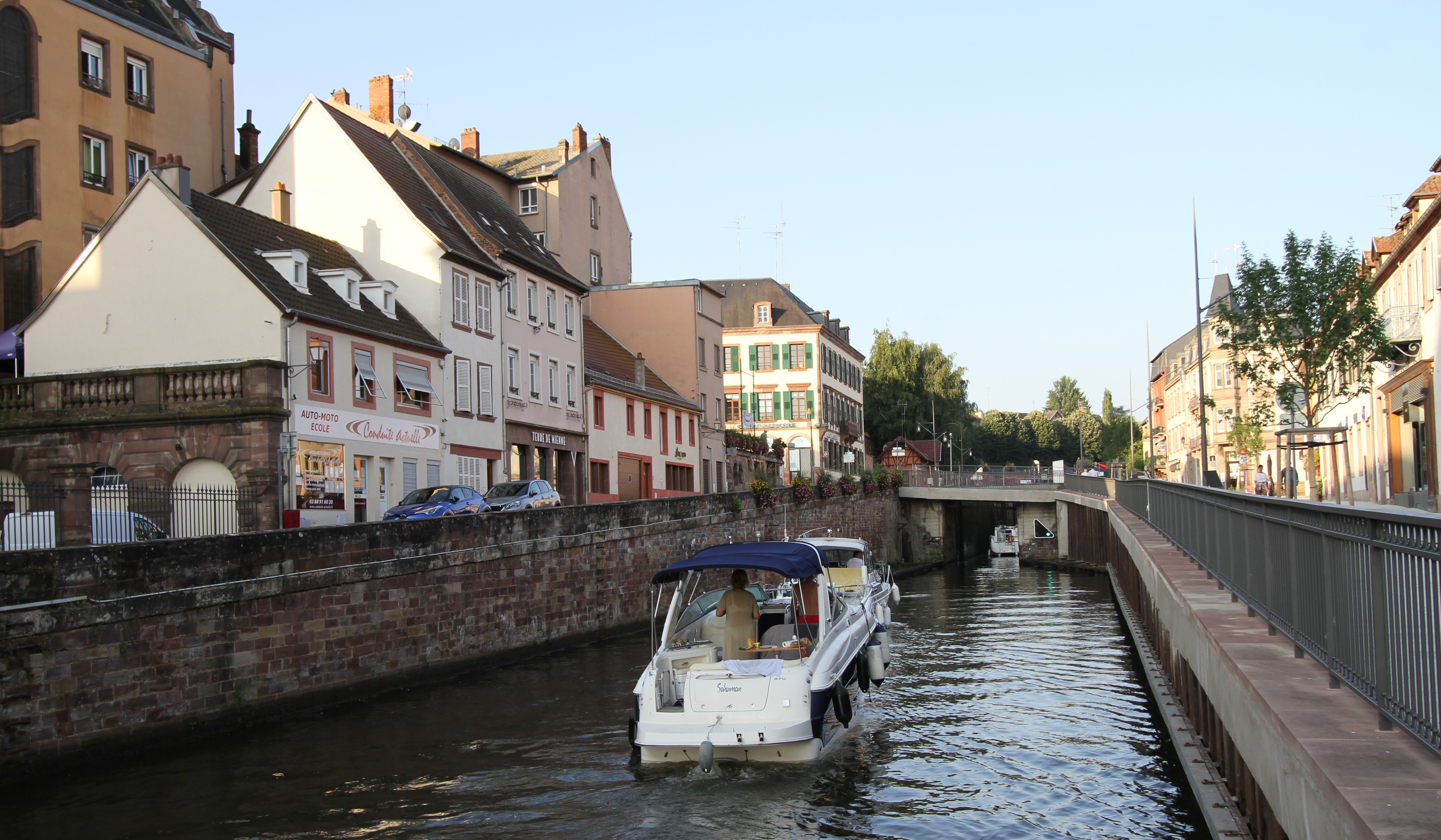
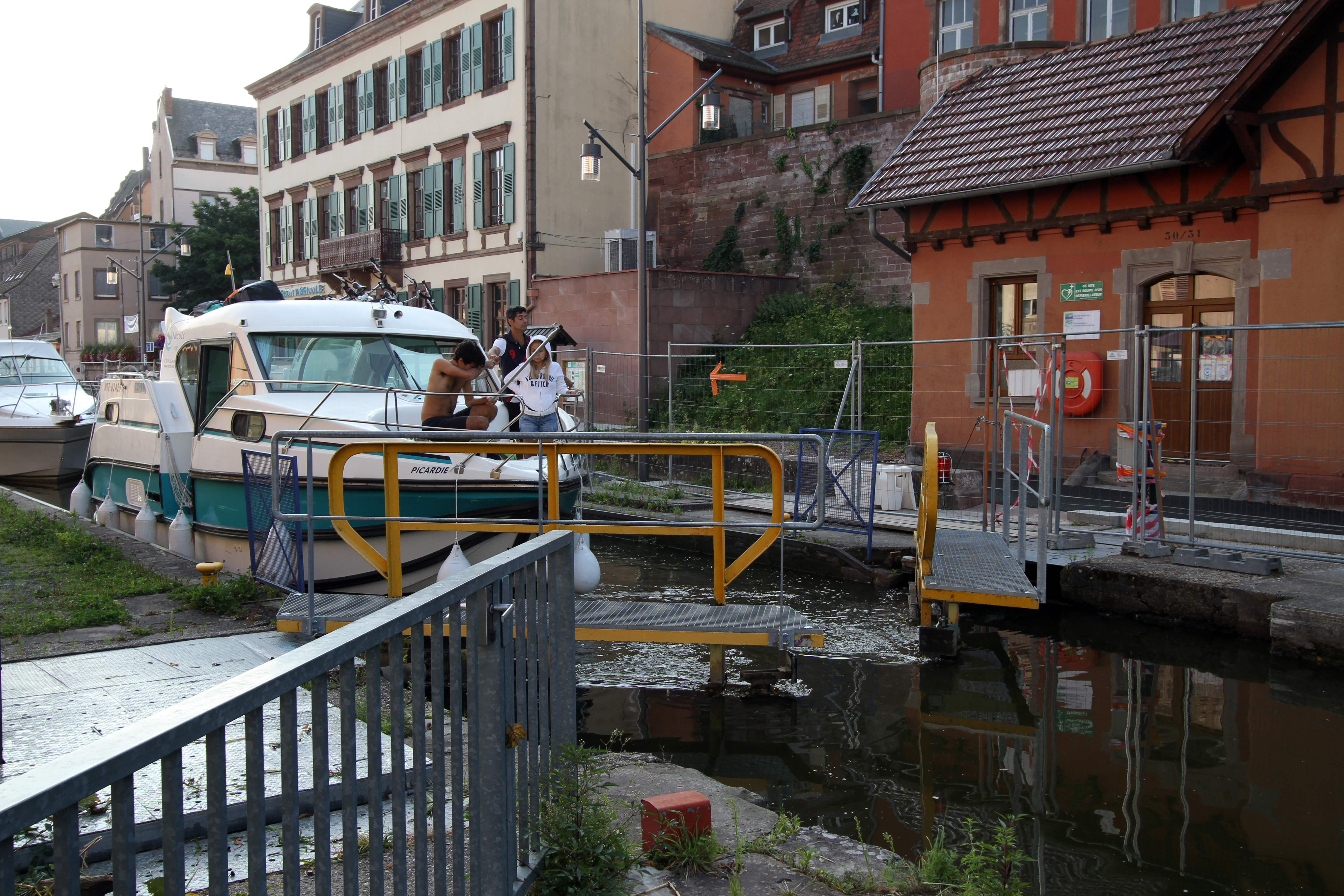
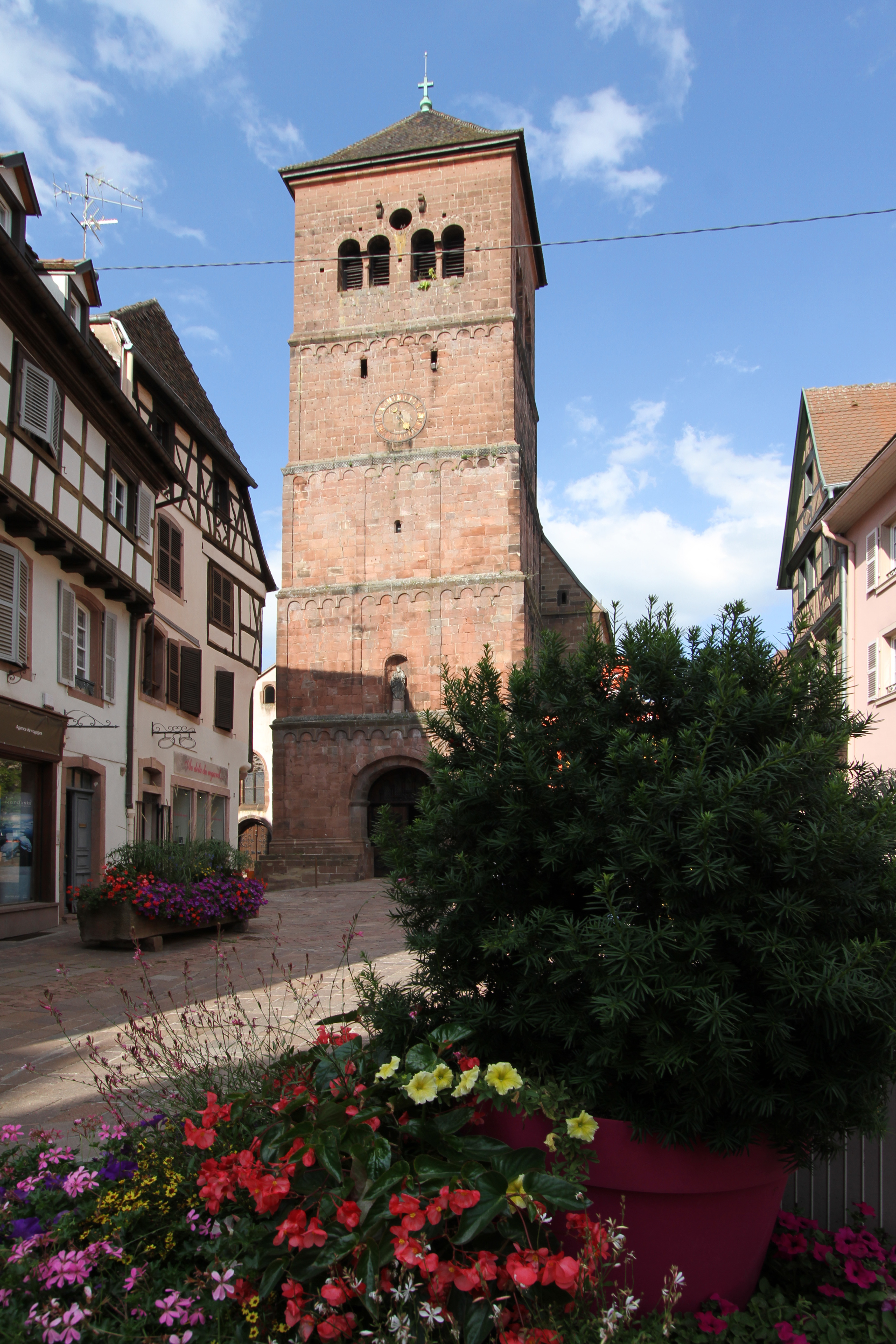
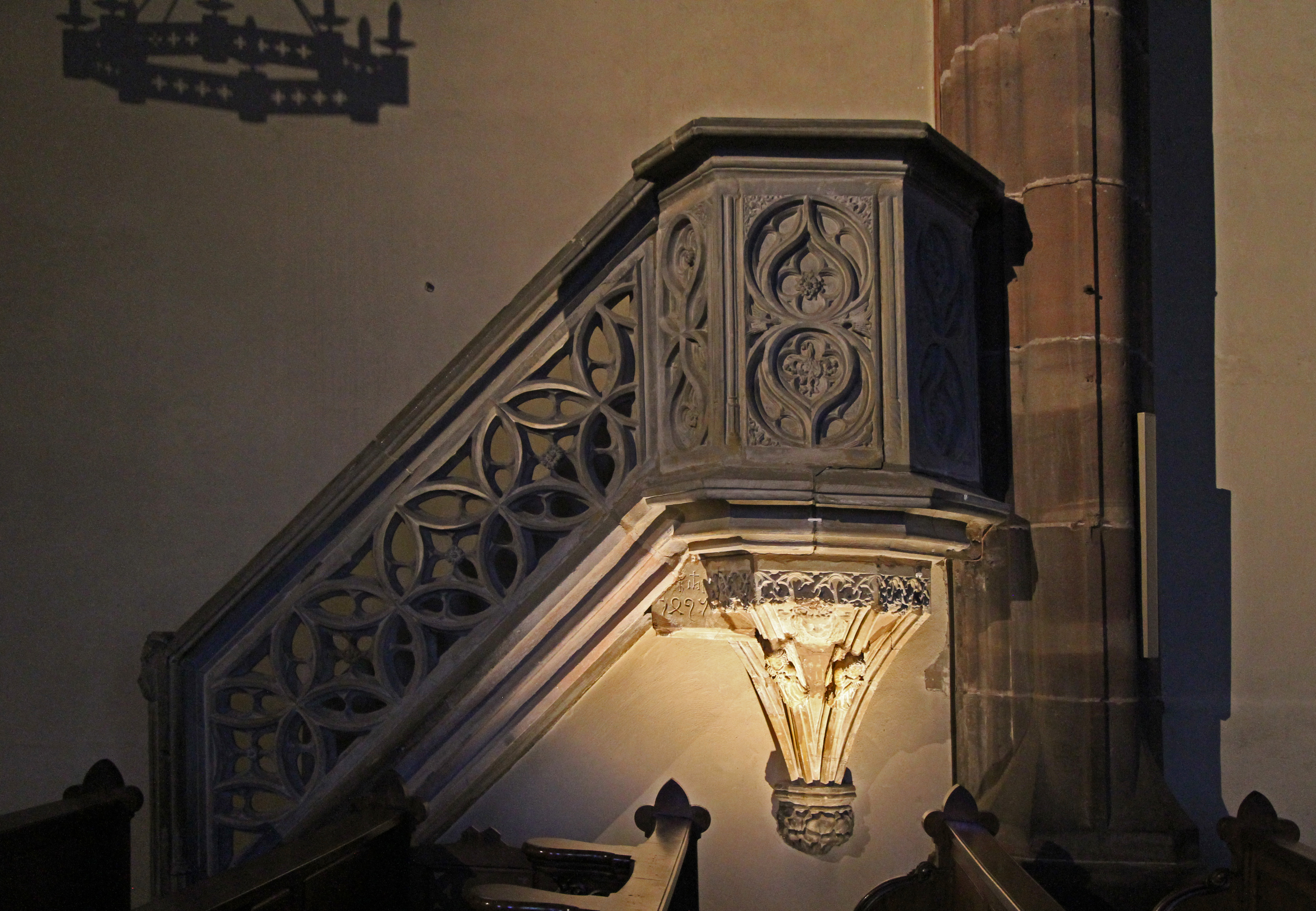